# Josyp Łewycki
Josyp Łewycki (pol. Józef Lewicki) (ur. 24 maja 1801 w Barańczycach, zm. 5 czerwca 1860 w Nahujewyczach) – ksiądz greckokatolicki, ukraiński językoznawca, teolog, poeta, etnograf, działacz kulturalny.

## Życiorys
Ukończył filozofię i teologię na Uniwersytecie Wiedeńskim, wyświęcony w 1825. W latach 1847–1853 był wykładowcą teologii w Greckokatolickim Seminarium Duchownym w Przemyślu. W latach 1850–1855 nauczał także języka rusińskiego w gimnazjum przemyskim. Był proboszczem w Szkle, Truszowicach i Nahujewyczach. Członek założyciel (3 lipca 1845) Galicyjskiego Towarzystwa Gospodarskiego. W 1848 r. brał aktywny udział w Soborze Uczonych Ruskich. 
Był autorem jednej z pierwszych gramatyk języka ukraińskiego (Grammatik der ruthenischen oder kleinrussischen Sprache, 1834, w języku niemieckim), a także elementarza. Przełożył na język ruski m.in. ballady Schillera  Jako pierwszy (w artykule Відповідь на погляд про запровадження польської азбуки в руську писемніст, 1834, w języku polskim) sprzeciwiał się propozycji Josypa Łozynskiego wprowadzenia do języka ukraińskiego alfabetu łacińskiego.
Mimo że podkreślał odrębność narodową Ukraińców m.in. od Polaków i Rosjan, twierdził, że Białorusini takiej odrębności nie posiadają – Białorusinów zaliczał do narodu ukraińskiego. Pisał w jazycziu.
Jego siostrzeńcami byli Emil i Józef Czerlunczakiewiczowie.

## Literatura
- Dmytro Błażejowśkyj: Istorycznyj szematyzm Peremyśkoji Eparchiji z wkluczenniam Apostolśkoji Administratury Łemkiwszczyny (1828–1939). Lwów, 1995. ISBN 5-7745-0672-X. (ukr.)
- Енциклопедія українознавства. T. 4. Lwów, 1993, s. 1267–1268. (ukr.)
- Водолазкин. Левицкий Иосиф // Энциклопедия „Слова о полку Игореве”. Т. 3. – 1995 (текст). feb-web.ru. [dostęp 2018-03-02]. (ros.).